# Varco Sabino
Pour les articles homonymes, voir Sabino (homonymie).
Varco Sabino est une commune italienne de moins de 200 habitants, située dans la province de Rieti, dans la région Latium, en Italie centrale.

## Administration
| Période                                  | Période | Identité | Étiquette | Qualité |
| ---------------------------------------- | ------- | -------- | --------- | ------- |
|                                          |         |          |           |         |
| Les données manquantes sont à compléter. |         |          |           |         |

### Communes limitrophes
Ascrea, Castel di Tora, Concerviano, Marcetelli, Paganico Sabino, Pescorocchiano, Petrella Salto, Rocca Sinibalda.